# Torre Centenario
La Torre Centenario es un edificio de oficinas ubicado en la esquina de las calles Miraflores y Merced, en el centro de la ciudad de Santiago en Chile.

## La forma
Mide 112 metros y tiene 29 pisos. Su remate es escalonado.

## Detalles clave
- Altura: 112 metros.
- Pisos: 29 pisos.
- Condición: En uso.